# Чаирски езера (Родопи)
Чаирските езера са група от седем езера в Западните Родопи, разположена на 1400 м надморска височина в защитената живописна местност „Чаирите“ („Чаирски езера“) покрай Чаирска река, на 27 км източно от село Триград. Те са естествени свлачищни езера, запазени от епохата на кватернера. Образувани са благодарение на свлачищни процеси над десния бряг на река Чаирска. Най-известното езеро е Синьото езеро (Синия гьол, Сини вир) заобиколен от стара вековна гора. Падналите в него дървета и островите от сфагнум му придават романтичност и тайнственост, сякаш това е езерото на нимфите и русалките. Едно от езерата е наречено Магическото езеро. Обвито в мъгла и изпарения, заобиколено от дървета с причудливи форми, то изглежда като илюстрация на вълшебна приказка. Според поверието Магическото езеро е било обитавано от самодиви, които омагьосвали овчарите, подмамени от песните и танците им. Други от езерата са наречени Голямото езеро (Големия гьол), Кадирев гьол, Средното езеро и Горното езеро. В непосредствена близост е защитената местност „Пияната гора“. Езерата са изумително красиви, с кристална родопска вода и планинска пъстърва. Обградени са от над 2000 дка безбрежни ливади с красиви цветя напролет, с висока трева през юни, окосени през лятото или меланхолично жълти през есента и изобилстващи от множество тракийски светилища и могили, които свидетелстват, че това е земята на траките. Редица редки растителни видове са запазени на торфените острови в езерата. Недалеч от Чаирските езера има и туристическа база. Името идва от думата „чаир“, което на турски означава ливада.